# Eremobelba obscura
Eremobelba obscura är en kvalsterart som beskrevs av Balogh 1958. Eremobelba obscura ingår i släktet Eremobelba och familjen Eremobelbidae. Inga underarter finns listade i Catalogue of Life.